# New Passions
New Passions è il primo album in studio del bassista britannico Diz Minnit, pubblicato nel 1994 dalla Castle Communications.

## Tracce
Testi e musiche di Diz Minnit.
1. Shine Like Stars – 3:21
2. What is Done – 6:31
3. I'm in the Night – 3:18
4. Forever Together – 4:24
5. Forget Me – 4:37
6. First Love – 2:41
7. About a New World – 7:37
8. New Thing – 3:02
9. What is Done – 4:55
10. Against Each Other – 3:17
11. Shine Like Stars – 6:12
12. My Eyes Have Seen – 3:06